# Parlamentsvalet i Storbritannien 1983
Parlamentsvalet i Storbritannien den 9 juni 1983 vanns av det konservativa regeringspartiet och premiärminister Margaret Thatcher med stor majoritet. Regeringens populariet påverkades av det för Storbritannien lyckade Falklandskriget och av förbättringar av ekonomin.
Labours partiledare var Michael Foot, som räknades som mer vänsterinriktad än hans föregångare James Callaghan. Ett nytt inslag i 1983 års val var partiet Social Democratic Party (SDP), som bildats 1981 av några ledande Labour-politiker, särskilt Roy Jenkins, David Owen, Bill Rodgers och Shirley Williams. Inför valet hade SDP bildat en allians med Liberal Party, The Alliance.
Kampanjen var mycket polariserad mellan de två största partierna, de konservativa och Labour. Labours inställning i försvars- och utrikespolitiken betraktades av många som extrem. Exempelvis förespråkade partiet utträde ur EG och ensidig kärnvapenavrustning.
I valet fick The Alliance nästan lika många röster som Labour, som gjorde sitt sämsta val sedan 1918. Efter valet avgick Michael Foot och efterträddes av Neil Kinnock.
| Parti                              | Röster     | Platser | Förändring | Andel av rösterna (%) |
| ---------------------------------- | ---------- | ------- | ---------- | --------------------- |
| Konservativa                       | 13 012 316 | 397     | + 58       | 42,4                  |
| Labour                             | 8 456 934  | 209     | - 60       | 27,6                  |
| Alliance                           | 7 780 949  | 23      | + 12       | 25,4                  |
| SNP                                | 331 975    | 2       |            | 1,1                   |
| Ulster Unionist Party              | 259 952    | 11      | + 5        | 0,8                   |
| Democratic Unionist Party          | 152 749    | 3       |            | 0,5                   |
| Social Democratic and Labour Party | 137 012    | 1       |            | 0,4                   |
| Plaid Cymru                        | 125 309    | 2       |            | 0,4                   |
| Sinn Féin                          | 102 701    | 1       | 1          | 0,3                   |
| Alliance Party of Northern Ireland | 61 275     | 0       |            | 0,2                   |
| Ecology Party                      | 54 299     | 0       |            | 0,2                   |
| Oberoende                          | 30 442     | 0       |            | 0,1                   |
| National Front                     | 27 065     | 0       |            | 0,1                   |
| Ulster Popular Unionist Party      | 22 861     | 1       | 1          | 0,1                   |
| "Independent Labour"               | 16 447     | 0       |            | 0,1                   |
| Workers' Party                     | 14 650     | 0       |            | 0,0                   |
| British National Party             | 14 621     | 0       |            | 0,0                   |
| "Independent Liberal"              | 13 743     | 0       |            | 0,0                   |
| Communist Party of Great Britain   | 11 606     | 0       |            | 0,0                   |
| "Independent Socialist"            | 10 326     | 0       |            | 0,0                   |
| "Independent Conservative"         | 9 442      | 0       |            | 0,0                   |
| "Independent Communist"            | 4 760      | 0       |            | 0,0                   |
| Workers Revolutionary Party        | 3 798      | 0       |            | 0,0                   |
| Monster Raving Loony               | 3 015      | 0       |            | 0,0                   |
| Wessex Regionalist Party           | 1 750      | 0       |            | 0,0                   |

Antal avlagda röster: 30 661 309.  Alla partier med fler än 1 500 röster angivna.
Resultatet för Alliance är jämfört med resultatet för Liberal Party i valet 1979.
Gränserna var ändrade sedan föregående val. En viktig förändring var att antalet platser för Nordirland ökat från 12 till 17.